# Joseph Dahlmann
Joseph Dahlmann SJ (* 14. Oktober 1861 in Koblenz; † 23. Juni 1930 in Tokio) war ein deutsch-luxemburgischer katholischer Theologe, Indologe und Orientalist.

## Leben
Dahlmann trat am 30. September 1878 der Ordensgemeinschaft der Jesuiten bei und studierte Katholische Theologie und Philosophie am Ignatiuskolleg in Valkenburg (Holland) und am Jesuiten-Collegium Ditton-Hall, Shropshire (England). Schwerpunkt seiner Studien war die Philologie und die Vergleichende Sprachwissenschaft. 1891/93 studierte er Orientalistik mit Vertiefung Sanskrit an der Universität Wien, an der Berliner Universität vertiefte er 1893 bis 1900 die Fächer indische Altertumskunde und Chinesische Literatur und wurde ebenda promoviert.
Nach kurzem Aufenthalt im luxemburgischen Schriftstellerheim des Ordens unternahm er 1902/05 an Forschungsreisen nach China und Indien teil, wo er unter anderem Sanskrit erlernt. Einem Wunsch von Papst Pius X. folgend, wurde er von der Ordensleitung als erster deutscher Jesuit nach Japan berufen. Am 18. Oktober 1908 kam er mit Henri Boucher, vorheriger Leiter einer Jesuitenakademie in Schanghai, und dem Amerikaner James Rockliff, ein in Österreich ausgebildeter gebürtiger Engländer und ehemaliger Superior in einer Jesuitenprovinz in den Vereinigten Staaten, in Yokohama an. 1913 gehörte er zu den Mitgründern der Sophia-Universität, der katholischen Privatuniversität in Tokio, und lehrte Deutschsprachige Literatur und Indische Philosophie. Von 1914 bis 1921 war er zudem Professor für Deutsche Sprache und Literatur sowie klassisches Griechisch an der Kaiserlichen Universität Tokio.
In Luxemburg war er an einem Projekt zur Gründung einer Jesuiten-Universität beteiligt, das scheiterte.
Joseph Dahlmann veröffentlichte zahlreiche Werke zur Japanologie und Indologie, zum Buddhismus und Thomaschristentum. Er war persönlich befreundet mit Georg Cantor. Sein jüngerer Bruder war Franz Dahlmann SJ, der als Missionar in Brasilien wirkte.

## Schriften
- Die Sprachkunde und die Missionen. Ein Beitrag zur Charakteristik der ältern katholischen Missionstätigkeit. (1500–1800). Freiburg i.Br. 1891 (Digitalisat)
  - (ital. Übs.:) Lo studio delle lingue e le missioni. Prato 1892 (Digitalisat)
  - (span. Übs.:) El estudio de las lenguas y las misiones. Madrid 1893 (Digitalisat)
- Das Mahābhārata als Epos und Rechtsbuch. Ein Problem aus Altindiens Cultur- und Literaturgeschichte. Berlin 1895 (Digitalisat)
- Nirvāṇa. Eine Studie zur Vorgeschichte des Buddhismus. Berlin 1896 (Digitalisat)
- Buddha. Ein Culturbild des Ostens. Berlin 1898 (Digitalisat)
- Das altindische Volkstum und seine Bedeutung für die Gesellschaftskunde. Köln 1899 (Digitalisat)
- Mahābhārata-Studien. Abhandlungen zur altindischen Literatur und Culturkunde. Berlin 1899 (Digitalisat)
- Der Idealismus der indischen Religionsphilosophie im Zeitalter der Opfermystik. Freiburg i.Br. 1901 (Digitalisat)
- Indische Fahrten. 2 Bde., Freiburg i.Br. 1908 (Digitalisat Bd. 2); 2. Aufl. Freiburg i.Br. 1927
- Die Thomas-Legende und die ältesten historischen Beziehungen des Christentums zum fernen Osten im Lichte der indischen Altertumskunde. Freiburg i.Br. 1912
- Auf den Fluten des Ganges. Donauwörth 1914
- Japans älteste Beziehungen zum Westen 1542–1614 in zeitgenössischen Denkmälern seiner Kunst. Freiburg i.Br. 1923